# 比格克里克鎮區 (密蘇里州亨利縣)
比格克里克鎮區（英語：Big Creek Township）是位於美國密蘇里州亨利縣的一個行政鎮區。

## 地方資料
比格克里克鎮區的面積為108.51平方千米，當中陸地面積為106.55平方千米，而水域面積為1.96平方千米。根據2020年美國人口普查的數據，當地共有人口213人，而人口密度為每平方千米1.96人。